# Варлаам (Косинский)
Варлаам Косинский (также Варлам, пол. Kosiński или Koziński Barlaam, † 21 апреля 1666) — василианин, архимандрит Мстиславский (Пустынский), Минский и Виленский, титулярный архиепископ Смоленской архиепархии Русской Униатской Церкви.

## Краткое жизнеописание
По происхождению русский дворянин. В 1635 году наместник (заместитель игумена) Минского монастыря, а с 1642 эконом — урядник благ Киевской митрополии на территории Минского воеводства и смотрящий за благами в Минской семинарии. В 1644 году стал архимандритом Мстиславским (Пустынским), то есть начальником (настоятелем) монастыря Пустынка у Мстислава, оставаясь в дальнейшем при выполнении предыдущих функций. 9 марта 1654 года по просьбе митрополита Антония Селявы получил от короля привилегию на архимандрию и на отдачу в его распоряжение имущества Минской семинарии с обязательством содержать пять семинаристов, но уже в августе того же года митрополит распорядился передать это имущество профессору богословия Минской семинарии о. Бенедикту Терлецкому.
После того как российские войска заняли Минск, Косинский попросил у короля (10 февраля 1656) привилегию на Виленскую архимандрию, но не смог её сразу возглавить, потому что одновременно привилегию на неё получил Бенедикт Терлецкий, выбранный монахами настоятелем Виленского монастыря. На генеральной капитуле 1661 года на Косинского обрушился шквал критики за чрезмерное накопление бенефиций и незаконное получение привилегии на архимандрию. Несмотря на это всё, после смерти Смоленского архиепископа Андрея Кваснинского-Злотого (1665), который уже 1655 вынужден был покинуть свою архиепархию, Косинский получил от короля номинацию на это архиепископство. На это известие одна из девяти конгрегаций Римской курии, получив предварительно негативную информацию о жизни архиепископа-номинанта, 25 июля 1665 года поручила нунцию исследовать это дело и в случае подтверждения обвинений не допустить Косинского к хиротонии. Возможно, это и привело к тому, что Варлаам Косинский умер 21 апреля 1666, так и оставшись архиепископом-номинантом.
Согласно завещанию, написанному ещё 8 сентября 1660 года, Косинский отписал определённые суммы в пользу монастырей монахинь базилианок в Минске и Вильно, для церкви святой Варвары в Пинске и в честь Богородичных икон в василианских монастырских храмах в Минске, Жировичах, Новогрудке и Пустынках.